# 郭尔卓尔扎布

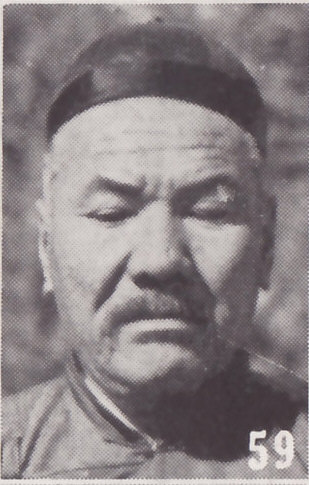
《最新支那要人传》照片

郭尔卓尔扎布（1888年—？），又译郭尔卓尔札布、郭尔卓尔札普、郭尔济勒扎布，蒙古族，锡林郭勒盟苏尼特左翼旗人。曾任本旗扎萨克、蒙疆联合自治政府部长，中华民国大陆时期内蒙古政治人物。

## 生平

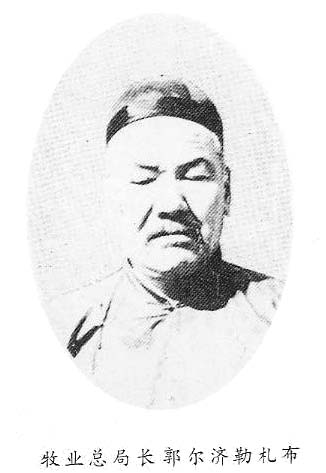
蒙疆政府官方照

郭尔卓尔札布生于清朝光绪十四年（1888年）。曾任锡林郭勒盟苏尼特左翼旗闲散多羅貝勒。1934年，他任蒙古地方自治政务委员会委员，後兼任秘书长。1936年7月27日，他任察哈尔省境内蒙古各盟旗群地方自治政务委员会委员。1941年苏尼特左翼旗扎萨克多罗郡王林沁旺都特死后，他兼任扎萨克，人称郭王。
抗日战争中，郭尔卓尔札布投靠日本，任蒙古军政府教育署署长。1938年7月，蒙古联盟自治政府政务院之下增设民政、畜产二部，原保安部部长王宗洛改任民政部部长，雄努敦都布接任保安部部长，郭尔卓尔扎布任畜产部部长。郭尔卓尔扎布还兼任参议会常任参议。1939年9月，蒙疆聯合自治政府成立，他任牧业总局局长。1941年8月，蒙疆聯合自治政府改组为蒙古自治邦政府，郭尔卓尔札布任参议府参议，并且曾任蒙古学院院长。其后他的生平不详。